# Gentilicio
El gentilicio (del latín gentilicius, derivado de gentilis, ‘que pertenece a una misma nación o a un mismo linaje’) es aquella palabra que «denota relación con un lugar geográfico», ya sea por barrio, pueblo, ciudad, provincia, región, país, continente, o cualquier otro lugar o entidad política. En español el gentilicio es un adjetivo que se puede sustantivar, es decir, se puede referir a una persona mencionándola únicamente por su gentilicio y así se puede decir correctamente el bruneano (en lugar de decir: el individuo bruneano), la alemana, etc. Algunos diccionarios incluyen el sinónimo demónimo; y al buscar demónimo en la barra buscadora de la Fundéu, da un resultado relacionado con gentilicio.
Los gentilicios ordinarios del idioma español se forman con una variedad de sufijos: -a, -aco, -aíno, -án, -ano, -ar, -arra, -ario, -asco, -ato, -e, -eco, -ego, -enco, -eno, -ense, -eño, -eo, -ero, -és, -esco, -í, -iego, -ín, -ino, -isco, -ita, -o, -ol, -ón, -ota, -tarra, -ú, -uco, -ujo, -uso y -uz —más sus correspondientes variantes femeninas—. Asimismo, el español reconoce un gran número de gentilicios particulares puesto que, además de los fundamentos lingüísticos, son igualmente válidos para determinar un gentilicio aquellos relacionados con la cultura, la historia, la tradición y el uso. 

## En español

### Denominaciones
En español, los gentilicios se escriben con minúscula inicial. Sea adjetivo o sustantivo, el gentilicio denota el origen de las personas o de las cosas, no su residencia o ubicación. Una persona conservará su gentilicio no importa dónde viva. Así, un fiyiano, un kosovar, un lisboeta, un salmantino o un bogotano seguirán siendo fiyiano, kosovar, lisboeta, salmantino o bogotano respectivamente, sea que vivan en Nasáu, en Venecia, en Roma o en cualquier lugar del mundo. Sin embargo, si bien es cierto que el origen de una persona es inalterable, también es cierto que existe lo que puede llamarse el gentilicio por adopción; es decir, el gentilicio que, por cariño, adopta una persona que se establece en un lugar diferente de donde nació. También, por economía de lenguaje, se usa el gentilicio dominante en un toponímico para designar a todos los habitantes del lugar.
Hay ocasiones en que los gentilicios llevan un prefijo para denotar la nacionalidad o procedencia de la persona, convirtiéndose en gentilicios en sí mismos. Por ejemplo con las palabras «norcoreano» y «surcoreano», usadas ambas para referirse a lo relativo o perteneciente a ambos países y sus gentes; en contraste con «coreano», que denota lo relativo o referente a toda la península de Corea (el idioma coreano, por ejemplo).

### Hipocorísticos
En algunos casos, para referirse a los nacidos en un lugar, se usa un hipocorístico —una designación cariñosa— que no sustituye al gentilicio. Un ejemplo de esto es la denominación para los habitantes del puerto de Veracruz (México): jarochos. Algunos de estos hipocorísticos eran originalmente peyorativos —como el caso de los oaxaqueños, llamados en ocasiones oaxacos, o el de los de Ciudad de México, denominados chilangos o defeños en vez de capitalinos; sin embargo, con el tiempo, estos hipocorísticos adquirieron la calidad de nombres amistosos, que incluso usan los propios habitantes del lugar en tono jocoso. Esto no solo ocurre en México sino también en otros países, como los habitantes de Costa Rica, quienes en vez de costarricenses son llamados ticos, o el de los habitantes de Bogotá, a quienes se llama informalmente cachacos o rolos en vez de bogotanos.

### Terminología
Según el diccionario de la lengua española de la Real Academia Española la palabra «gentilicio» proviene del latín gentilitius, sustantivo que proviene a su vez de la palabra, también latina, gens. Para los antiguos romanos, la gens era la cepa, la estirpe, el linaje, se podría decir incluso que es lo que corresponde a nuestros modernos apellidos. Así la gens Iulia era la gente Julia, o la familia a la que perteneció, por ejemplo, Julio César. Gens era también para los romanos una manera de llamar lo que hoy en día designan palabras como «nación», «pueblo» o «raza». De ahí que gens evolucionara hacia «gentilicio», palabra referente a los habitantes de un pueblo, una ciudad, una región, un país, una nación o un estado. 
El gentilicio se forma con un sustantivo particular, por ejemplo «bilbilitano», o —cuando este no existe— con el sujeto seguido de la preposición «de» seguida del topónimo o nombre del lugar del que se quiere denotar la procedencia, por ejemplo: «hombre de Liechtenstein». La formación del gentilicio considerada a partir del nombre del lugar presenta muchos casos (tanto irregulares como regulares), formándose los regulares más comunes con la raíz y sufijos como -ano, -co, -ense, -eño, -ero, -és o -ino (con algunas excepciones, como «argivo», originario de Argos). Existen también sufijos especialmente típicos en territorios como Cantabria (-ego/-iego), el País Vasco (-arra) o Mesoamérica (-teco/-teca). Por último agregar que existen gentilicios compuestos, como es el caso de «estadounidense» (de los Estados Unidos).

### Género de las terminaciones
Al usar los gentilicios hay que tener en cuenta su género. La mayoría de las terminaciones cambian con el género (por ejemplo, la terminación -eño, cacereño para un hombre y cacereña para una mujer); otras, en cambio, tienen la misma forma para el femenino y el masculino (por ejemplo, la terminación -ense: nicaragüense sirve para referirse a un hombre o a una mujer).
En el caso de México y los países de América Central, hay gentilicios que provienen de las voces náhuatl tecatl y necatl, y que, además, usan terminaciones masculina y femenina del idioma español, como el caso de los habitantes de Chiapas (chiapaneco, -ca), Guatemala (guatemalteco, -ca) y Yucatán (yucateco, -ca), y otros que usan una terminación para ambos sexos, de igual modo que en náhuatl, como Tlaxcala (tlaxcalteca).

### Etnonimia
Los gentilicios son generalmente derivados del nombre actual del lugar (de Inglaterra, «inglés») pero, cuando un gentilicio o etnónimo está compuesto de dos o más gentilicios distintos, se deja en su forma original al último gentilicio de la serie, se modifican los radicales de los demás componentes de la serie (añadiéndoles el sufijo "o") y se separan todos mediante guiones. Por ejemplo, una película italo-ruso-estadounidense, ejemplo en el que estadounidense (último término de la serie) no ha cambiado mientras que los demás han sido cambiados por sus radicales acabados en «o». En algunos casos son derivados de un antiguo topónimo o etnónimo (de Inglaterra: anglo-, de España: hispano-, de Portugal: luso-, de Japón: nipo-, de China: sino-, etc.). Algunos ejemplos de gentilicios que no siguen el nombre actual del lugar pueden ser Alcalá de Henares (complutense, de Complutum) o Ciudad Rodrigo (mirobrigense, de Miróbriga).
En caso de tratarse del nombre oficial de una institución, cada etnónimo debe ser iniciado con una mayúscula (por ejemplo: Instituto Franco-Alemán).